# Francesca Del Rosso
Francesca Del Rosso, nota anche come Wondy (Milano, 1º  giugno 1974 – Milano, 11 dicembre 2016), è stata una giornalista, blogger e scrittrice italiana.

## Biografia
Si laureò in Filosofia all'Università Cattolica del Sacro Cuore e in Scienze antropologiche ed etnologiche all'Università degli Studi di Milano-Bicocca.
Lavorò alla Rai , a Radio 24 e a RCS MediaGroup; nel biennio 2015-16 fu giornalista freelance. In radio lavorò anche come autrice (con Simona Capodanno, Francesca Filiasi, Dodo Occhipinti e Giovanni Savarese) per il programma Il Falco e il Gabbiano condotto da Enrico Ruggeri.
Lottò contro il cancro al seno per sei anni, affrontandolo con ironia. Assumendo lo pseudonimo di Wondy, ovvero Wonder Woman, parlò delle sue “chemio avventure” sia sul blog Le chemio avventure di Wondy (tenuto su Vanity Fair) che con il suo libro Wondy: ovvero, come si diventa supereroi per guarire dal cancro, con cui vinse la XVI edizione della Sezione "Claudia Malizia", una sezione speciale del Premio Letterario Fenice-Europa.
È morta l'11 dicembre 2016. Dopo essere stata cremata, le sue ceneri sono state poste in una celletta al cimitero di Lambrate.
Nel 2018 il marito Alessandro Milan l'ha ricordata dedicandole il suo primo libro Mi vivi dentro.
In sua memoria è stato istituito il "Premio Wondy per la letteratura resiliente".

## Vita privata
Dal suo matrimonio nacquero una bambina e un bambino, Angelica, nata nel 2006 e Mattia, nato nel 2008. 

## Opere
- Breve storia di due amiche per sempre, Milano, Mondadori, 2016, ISBN 978-88-0467-001-8.
- Wondy: ovvero, come si diventa supereroi per guarire dal cancro, Milano, Rizzoli ("BUR"), 2015, ISBN 978-88-5868-086-5.
- I mini vademecum di Wondy, Milano, Rizzoli, 2014, ISBN 978-88-5866-703-3.
- Dizionario bilingue. Italiano-bambinese, bambinese-italiano, con Daria Polledri, Milano, Mondadori, 2012, ISBN 978-88-0461-942-0.
- Mia figlia è una iena, Milano, Kowalski, 2010, ISBN 978-88-7496-784-1
  - (FR)  Diablotin, tintamarre, mère à bout!, tradotto da Elisa Degan, Parigi, Univers Poche, 2012, ISBN 978-22-6509-533-5.
- La vita è un cactus, Milano, Sonzogno, 2007, ISBN 978-88-4541-395-7.